# John Williams (arquero)
John Chester Williams (Erie, 12 de septiembre de 1953) es un deportista estadounidense que compitió en tiro con arco, en la modalidad de arco recurvo.
Participó en los Juegos Olímpicos de Múnich 1972, obteniendo una medalla de oro en la prueba individual. Ganó cuatro medallas en el Campeonato Mundial de Tiro con Arco al Aire Libre, en los años 1969 y 1971.

## Palmarés internacional
| Juegos Olímpicos                 | Juegos Olímpicos              | Juegos Olímpicos | Juegos Olímpicos |
| Año                              | Lugar                         | Medalla          | Prueba           |
| -------------------------------- | ----------------------------- | ---------------- | ---------------- |
| 1972                             | Múnich (RFA)                  | Medalla de oro   | Individual       |
| Campeonato Mundial al Aire Libre |                               |                  |                  |
| Año                              | Lugar                         | Medalla          | Prueba           |
| 1969                             | Valley Forge (Estados Unidos) | Medalla de oro   | Equipo           |
| 1969                             | Valley Forge (Estados Unidos) | Medalla de plata | Individual       |
| 1971                             | York (Reino Unido)            | Medalla de oro   | Individual       |
| 1971                             | York (Reino Unido)            | Medalla de oro   | Equipo           |